# Тетра

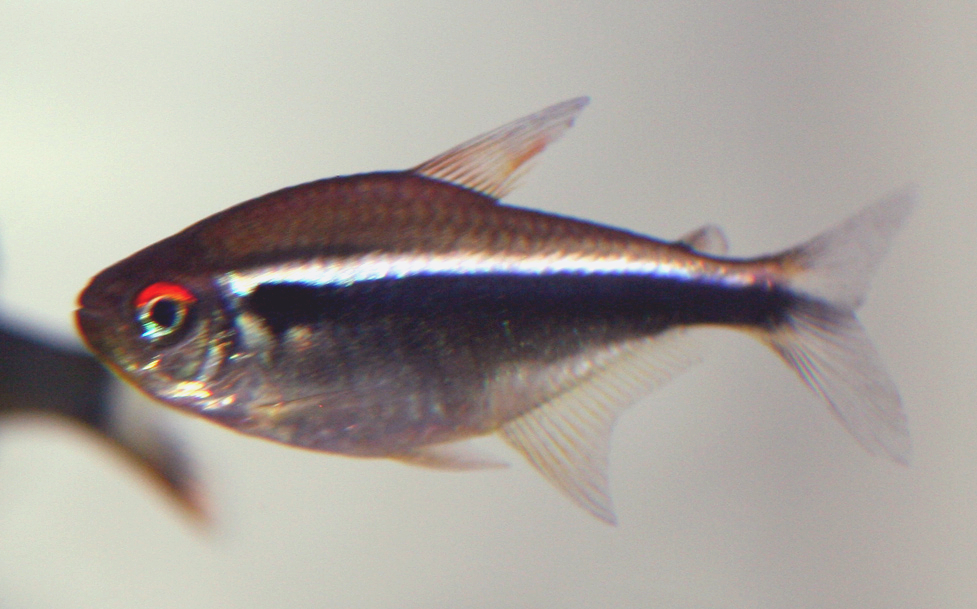
Неон чорний, Hyphessobrycon herbertaxelrodi

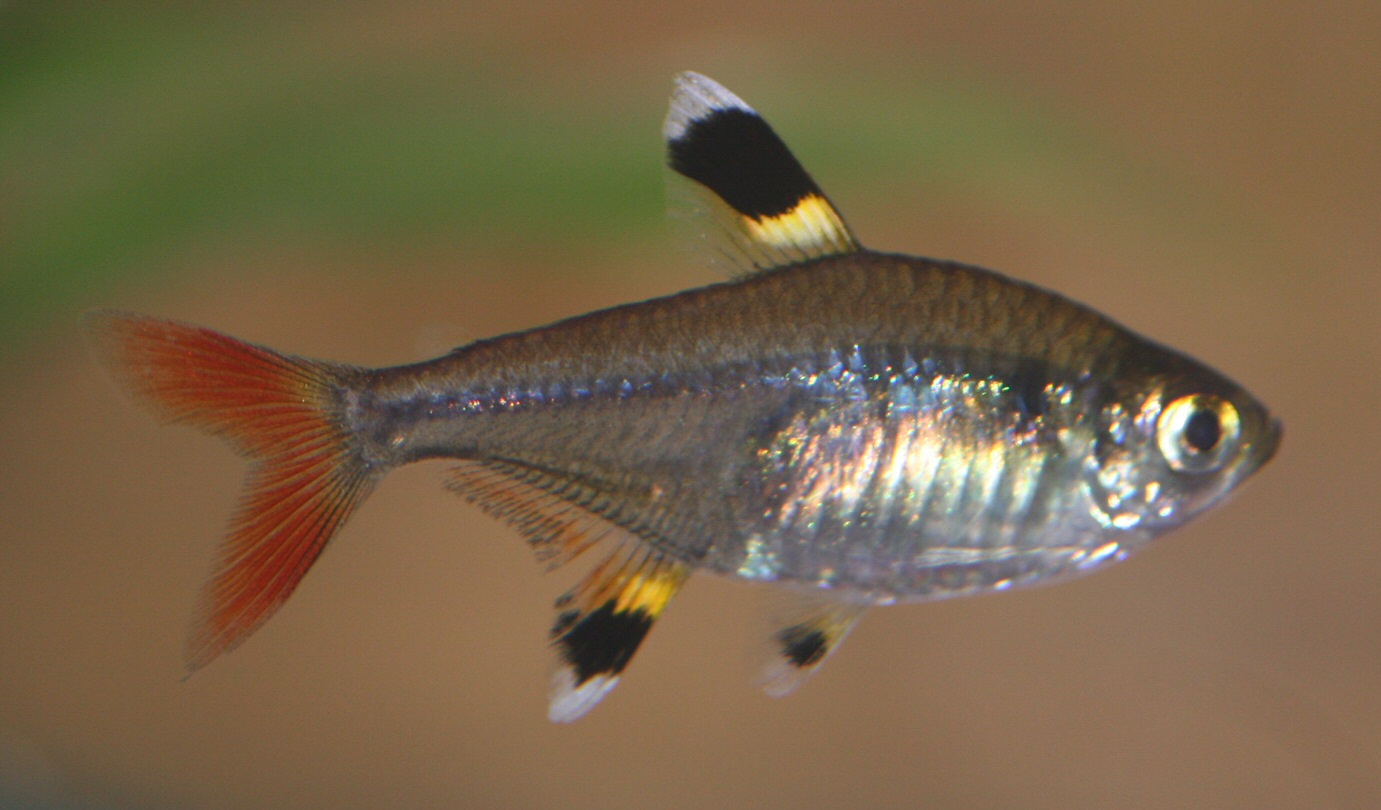
Pristella tetra, Зірчаста пристела

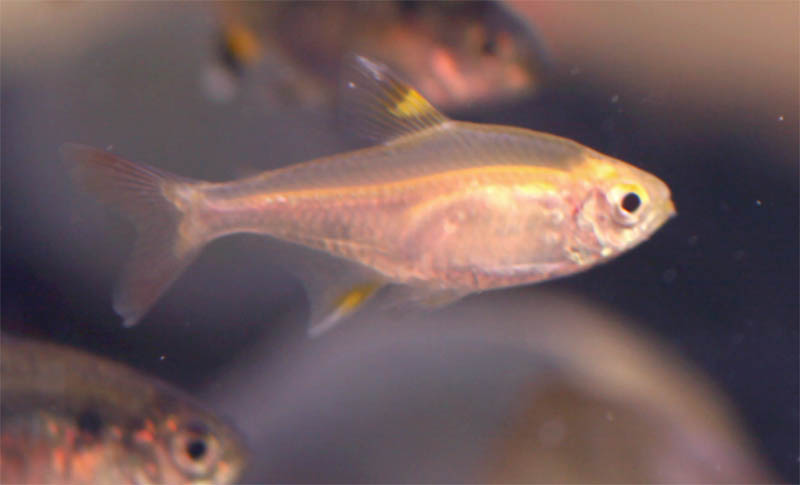
Золотиста пристела тетра, морфа Зірчаста пристела

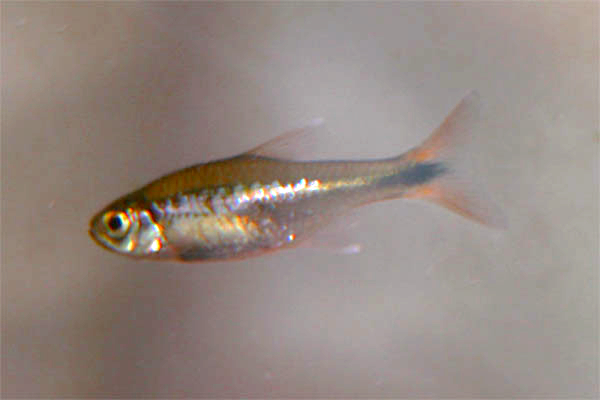
Мідна тетра, Hasemania nana

Тетра — загальна назва багатьох дрібних прісноводних харациформних риб. Тетри походять з Африки, Центральної Америки та Південної Америки, належать до біологічної родини Characidae та її колишніх підродин Alestidae («африканські тетри») і Lebiasinidae. Харациди відрізняються від інших риб наявністю невеликого жирового плавника між спинним і хвостовим плавцями. Багато з них, наприклад неонова тетра (Paracheirodon innesi), мають яскраве забарвлення, і їх легко утримувати в неволі. Тому вони надзвичайно популярні для домашніх акваріумів.
Тетра більше не є таксономічним, філогенетичним терміном. Це скорочення від Tetragonopterus, назви роду, яка раніше застосовувалася до багатьох із цих риб, що з грецької означає «квадратний плавник» (буквально чотиригранне крило).
Через популярність тетр серед хобі акваріумістики багато неспоріднених риб широко відомі як тетри, включаючи види з різних родин. Тетрами можна назвати навіть дуже різних риб. Наприклад, паяра (Hydrolycus scomberoides) іноді відома як «шаблезуба тетра» або «вампірська тетра».
Тетри зазвичай мають стислі (іноді глибокі) веретеноподібні тіла, і їх зазвичай можна впізнати за плавниками. Зазвичай вони мають гомоцеркальний хвостовий плавець (дволопатевий або роздвоєний хвостовий плавець, у якого верхня і нижня частки однакового розміру) і високий спинний плавець, який характеризується коротким з'єднанням з тілом риби. Крім того, тетри мають довгий анальний плавник, який тягнеться позаду спинного плавця і закінчується на черевній хвостовій ніжці, а також невеликий м'ясистий жировий плавник, розташований дорсально між спинним і хвостовим плавцями. Цей жировий плавник являє четвертий непарний плавець риби (чотири непарні плавці — хвостовий, спинний, анальний і жировий плавники), що походить від назви тетра, що грецькою означає чотири. Хоча цей жировий плавник зазвичай вважається відмінною рисою, деякі тетри (наприклад, імператорські тетри, Nematobrycon palmeri) не мають цього придатка. Іхтіологи обговорюють функцію жирового плавця, сумніваючись у його ролі в плаванні через його невеликі розміри та відсутність променів жорсткості або колючок.
Хоча наведений нижче список відсортовано за загальною назвою, у ряді випадків загальна назва застосовується до різних видів. Оскільки торгівля акваріумами може використовувати різні назви для того самого виду, досвідчені акваріумісти, як правило, використовують наукові назви для менш поширених тетр. Наведений нижче список є неповним.

## Види
Види тетр: A–D
- Adonis tetra, Lepidarchus adonis
- African long-finned tetra, Brycinus longipinnis
- African moon tetra, Bathyaethiops caudomaculatus
- Arnold's tetra, Arnoldichthys spilopterus
- banded tetra, Astyanax fasciatus
- bandtail tetra, Moenkhausia dichroura
- barred glass tetra, Phenagoniates macrolepis
- beacon tetra, Hemigrammus ocellifer
- Belgian flag tetra, Hyphessobrycon heterorhabdus
- black darter tetra, Poecilocharax weitzmani
- black morpho tetra, Poecilocharax weitzmani
- Неон чорний, Hyphessobrycon herbertaxelrodi
- Чорний фантом, Hyphessobrycon megalopterus
- Тернеція або метелик тетра, Gymnocorymbus ternetzi
- Тернеція, Gymnocorymbus thayer
- Пульхер, Hemigrammus pulcher
- blackband tetra, Hyphessobrycon scholzei
- blackedge tetra, Tyttocharax madeirae
- black-flag tetra, Hyphessobrycon rosaceus
- black-jacket tetra, Moenkhausia takasei
- blackline tetra, Hyphessobrycon scholzei
- Червоноплямиста тетра, Hyphessobrycon erythrostigma
- Червоноплямиста тетра, Hyphessobrycon socolofi
- blind tetra, Stygichthys typhlops
- bloodfin tetra, Aphyocharax anisitsi
- blue tetra, Boehlkea fredcochui
- blue tetra, Mimagoniates microlepis
- blue tetra, Tyttocharax madeirae
- brilliant rummynose tetra, Hemigrammus bleheri
- Крузуба тетра, Exodon paradoxus
- Ромбоподібна тетра, Hyphessobrycon anisitsi
- Тетра серпоподібна, Hyphessobrycon eques
- calypso tetra, Hyphessobrycon axelrodi
- Неон червоний, Paracheirodon axelrodi
- Carlana tetra, Carlana eigenmanni
- Cochu's blue tetra, Knodus borki
- central tetra, Astyanax aeneus
- coffee-bean tetra, Hyphessobrycon takasei
- Colcibolca tetra, Astyanax nasutus
- Congo tetra, Phenacogrammus interruptus
- copper tetra, Hasemania melanura
- Костело, Hemigrammus hyanuary
- creek tetra, Bryconamericus scleroparius
- creek tetra, Bryconamericus terrabensis
- croaking tetra, Mimagoniates inequalis
- croaking tetra, Mimagoniates lateralis
- dawn tetra, Aphyocharax paraguayensis
- dawn tetra, Hyphessobrycon eos
- Діамантова мюнхаузія, Moenkhausia pittieri
- discus tetra, Brachychalcinus orbicularis
- disk tetra, Myleus schomburgkii
- dragonfin tetra, Pseudocorynopoma doriae

E–Q
- Тетра Аманди, Hyphessobrycon amandae
- Королівська тетра, Nematobrycon palmeri
- false black tetra, Gymnocorymbus thayeri
- false red nose tetra, Petitella georgiae
- false rummynose tetra, Petitella georgiae
- featherfin tetra, Hemigrammus unilineatus
- firehead tetra, Hemigrammus bleheri
- flag tetra, Hyphessobrycon heterorhabdus
- flame tail tetra, Aphyocharax erythrurus
- Вогняна тетра, Hyphessobrycon flammeus
- Пульхер, Hemigrammus pulcher
- glass tetra, Moenkhausia oligolepis
- Склоподібна тетра, Prionobrama filigera
- glossy tetra, Moenkhausia oligolepis
- Еритрозонус, Hemigrammus erythrozonus
- gold tetra (aka golden tetra, or brass tetra), Hemigrammus rodwayi
- goldencrown tetra, Aphyocharax alburnus
- goldspotted tetra, Hyphessobrycon griemi
- gold-tailed tetra, Carlastyanax aurocaudatus
- green dwarf tetra, Odontocharacidium aphanes
- Неон зелений, Paracheirodon simulans
- Griem's tetra, Hyphessobrycon griemi
- Head & Taillight tetra, Hemigrammus ocellifer
- Hy511 tetra, Hyphessobrycon sp.
- January tetra, Hemigrammus hyanuary
- Jellybean tetra, Lepidarchus adonis
- Тетра серпоподібна, Hyphessobrycon eques
- jumping tetra, Hemibrycon tridens
- largespot tetra, Astyanax orthodus
- Лимонна тетра, Hyphessobrycon pulchripinnis
- longfin tetra, Brycinus longipinnis
- long-finned glass tetra, Xenagoniates bondi
- longjaw tetra, Bramocharax bransfordii
- Loreto tetra, Hyphessobrycon loretoensis
- Mayan tetra, Hyphessobrycon compressus
- Мексиканська тетра, Astyanax mexicanus
- mimic scale-eating tetra, Probolodus heterostomus
- mourning tetra, Brycon pesu
- naked tetra, Gymnocharacinus bergii
- Неон звичайний, Paracheirodon innesi
- Niger tetra, Arnoldichthys spilopterus
- nurse tetra, Brycinus nurse
- oneline tetra, Nannaethiops unitaeniatus
- one-line tetra, Hemigrammus unilineatus
- orangefin tetra, Bryconops affinis
- Звичайний орнатус, Hyphessobrycon bentosi
- Panama tetra, Hyphessobrycon panamensis
- Thayeria, Thayeria boehlkei
- Peruvian tetra, Hyphessobrycon peruvianus
- Тернеція, Gymnocorymbus ternetzi
- Чорний фантом, Hyphessobrycon megalopterus
- Діамантова мюнхаузія, Moenkhausia pittieri
- Пульхер, Hemigrammus pulcher
- Pristella tetra, Pristella maxillaris
- Pygmy tetra, Odontostilbe dialeptura

R–Z
- rainbow tetra, Nematobrycon lacortei
- rainbow tetra, Nematobrycon palmeri
- Рожева мюнхаузія, Moenkhausia sanctaefilomenae
- Червоний фантом, Hyphessobrycon sweglesi
- Вогняна тетра, Hyphessobrycon flammeus
- redspotted tetra, Copeina guttata
- rosy tetra, Hyphessobrycon bentosi
- Рожева тетра, Hyphessobrycon rosaceus
- royal tetra, Inpaichthys kerri
- ruby tetra, Axelrodia riesei
- Родостомус, Hemigrammus rhodostomus (bleheri)
- sailfin tetra, Crenuchus spilurus
- savage tetra, Hyphessobrycon savagei
- savanna tetra, Hyphessobrycon stegemanni
- semaphore tetra, Pterobrycon myrnae
- Тетра серпоподібна, Hyphessobrycon eques
- sharptooth tetra, Micralestes acutidens
- silver tetra, Ctenobrycon spilurus
- silver tetra, Gymnocorymbus thayeri
- silver tetra, Micralestes acutidens
- Мідна тетра, Hasemania melanura
- Мідна тетра, Hasemania nana
- splash tetra, Copella arnoldi
- spotfin tetra, Hyphessobrycon socolofi
- spottail tetra, Moenkhausia dichroura
- spotted tetra, Copella nattereri
- Червоний фантом, Hyphessobrycon sweglesi
- tailspot tetra, Bryconops caudomaculatus
- Тетра фон Ріо, Hyphessobrycon flammeus
- three-lined African tetra, Neolebias trilineatus
- Tietê tetra, Brycon insignis
- Tortuguero tetra, Hyphessobrycon tortuguerae
- transparent tetra, Charax gibbosus
- true big-scale tetra, Brycinus macrolepidotus
- Uruguay tetra, Cheirodon interruptus
- white spot tetra, Aphyocharax paraguayensis
- ікс-рей тетра, Pristella maxillaris
- yellow tetra, Hyphessobrycon bifasciatus
- yellow-tailed African tetra, Alestopetersius caudalis